# Claudiu Niculescu
Claudiu Niculescu   (Slatina, 23 de juny de 1976) és un jugador i entrenador de futbol que va néixer a Slatina, Comtat d'Olt (Romania). El seu equip principal ha estat el FC Dinamo de Bucarest.

## Biografia
En la seva primera temporada amb el Dinamo Bucarest, va guanyar el títol de Divizia A i va ser el segon màxim golejador de la lliga amb 15 gols. La temporada següent, Niculescu va ser transferit al Gènova a la Segona Divisió italiana el 2002. Després de mitja temporada, Niculescu va tornar al Dinamo de Bucarest, guanyant el títol de campionat la 2003–04. La temporada 2004-05 va compartir amb Gheorghe Bucur el màxim golejador del títol de la Divizia A, formant parella en l'atac del Dinamo amb Ionel Dănciulescu. La premsa romanesa els va anomenar "la parella N&D", un sobrenom inspirat en les primeres lletres del seu cognom i la banda de pop romanesa "N&D".
A la temporada 2006-07, Niculescu va guanyar un altre títol de campionat amb el Dinamo i es va convertir en el màxim golejador de la lliga amb 18 gols, quatre d'ells van ser marcats en un partit contra el rival Rapid Bucarest. Va ser el segon millor golejador de la Copa de la UEFA 2006-07 amb vuit gols, tres menys que Walter Pandiani de l'Espanyol. Va jugar 43 partits i va marcar 18 gols amb el Dinamo en partits europeus, sent el jugador amb més partits jugats i màxim golejador en competicions europees del club. Niculescu era un davanter expert en tirs lliures, sobrenomenat "Lunetistul" (El francotirador) per la premsa romanesa. Claudiu Niculescu és 11è en el rànquing històric de golejadors de la Lliga I, amb 156 gols marcats en 326 partits jugats.

### Carrera internacional
Claudiu Niculescu va jugar 8 partits a nivell internacional amb Romania, debutant quan l'entrenador László Bölöni el va enviar al camp per substituir Marius Niculae al minut 81 d'un amistós que va acabar amb una victòria per 2-1 contra la FR Iugoslàvia. També va jugar dos partits a les eliminatòries de la Copa del Món de 2006 i un a les eliminatòries de l'Eurocopa 2008.

### Carrera d'entrenador
La seva primera experiència com a entrenador va ser el novembre de 2010 durant dos partits a la Universitat Cluj, on al mateix temps era un jugador actiu. La seva segona experiència com a entrenador va començar el març de 2012, que també va ser a la Universitat Cluj i al mateix temps sent un jugador actiu. En 15 partits sota les seves ordres, el club va guanyar quatre, empatar en sis i perdre cinc. Niculescu va dimitir després del primer partit de la temporada 2012-13, una derrota contra Pandurii Târgu Jiu: 6-2.
El 25 de setembre de 2012, Niculescu va ser instal·lat com a entrenador en cap de l'equip de la Lliga II FC Bihor Oradea amb l'objectiu d'ajudar l'equip a ascendir a la primera divisió. Al desembre, Niculescu va finalitzar el seu contracte, després de només vuit jornades (dues victòries, tres empats i tres derrotes).
El gener de 2013, Niculescu es va fer càrrec de Damila Măciuca, a la Lliga II.
El setembre de 2018, Niculescu va ser nomenat entrenador del Dinamo București, després de la destitució de Florin Bratu. Va signar un contracte fins al 2020.
El 7 de gener de 2021, Niculescu va signar un contracte amb el Concordia Chiajna de la Lliga II.

### Vida personal
Els germans de Claudiu Niculescu, Mihai i Dragoș, i el seu cosí Ovidiu, eren futbolistes de les lligues inferiors romaneses. El seu pare Marín era entrenador de futbol a les lligues inferiors romaneses. El 1998 es va casar amb la Lidia i van tenir dos fills junts, l'Alexandru i la Rebecca. Es van divorciar el 2006. El juny de 2007, es va casar amb Diana Munteanu que era presentadora de televisió, el seu casament va ser considerat el casament de l'any per la premsa romanesa. Junts van tenir un fill que es deia David Cristian. Claudiu i Diana es van divorciar el 2014.

## Honors

### Club
Dinamo București
- Divisió A: 2001–02, 2003–04, 2006–07
- Copa de Romania: 2002–03, 2003–04, 2004–05[2]
- Supercopa de Romania: 2005[2]

### Individual
- Bota d'Or de la Lliga 1: 2004–05, 2006–07[1]

### Com a gerent
Voluntari
- Copa de Romania: 2016–17[9][29]
- Supercopa de Romania: 2017[9][29]